# Hans Steinemann
Hans Steinemann (* 23. August 1890 in Oschersleben; † 18. Januar 1965 in West-Berlin) war ein deutscher Politiker (KPD) und Gewerkschafter. Er war Abgeordneter des Landtages des Freistaates Mecklenburg-Schwerin.

## Leben
Steinemann erlernte den Beruf des Schlossers und arbeitete in Mitteldeutschland. Von 1914 bis 1918 diente er als Soldat im Ersten Weltkrieg.
Nach dem Krieg zog er nach Wismar und arbeitete als Maschinenschlossermeister, später als Seemaschinist. 1918 trat er der USPD bei, 1920 wechselte er zur KPD. In Wismar war er einer der bekanntesten Vertreter der Verwaltungsstelle des Deutschen Metallarbeiter-Verbandes (DMV). Im Februar 1924 wurde Steinemann als Abgeordneter der KPD in den Landtag von Mecklenburg-Schwerin gewählt. Von 1925 bis 1928 war er Vorsitzender des Roten Frontkämpferbundes in Mecklenburg. Als Anhänger der linken Opposition innerhalb der KPD wurde er 1926 nicht wieder als Kandidat bei den Landtagswahlen im Juni aufgestellt. Bei der Reichstagswahl vom 20. Mai 1928 kandidierte Steinemann zusammen mit Hans Kollwitz, Heinrich Rau, Karl Ross, Hermann Schuldt und Hermann Stöckel auf der Liste der KPD im Wahlkreis 35 (Mecklenburg). In den Reichstag gewählt wurde jedoch nur Kollwitz, der auch die Liste im Wahlkreis 1 (Ostpreußen) angeführt hatte.
Steinemann wandte sich 1929 wie viele Gewerkschafter in der KPD gegen die neue RGO-Politik der Parteiführung. 1929 wurde Steinemann aus der KPD ausgeschlossen. Anschließend trat er politisch nicht mehr hervor. Im Wismarer DMV unterstützte er ab 1930 den sozialdemokratischen Geschäftsführer, Karl Moritz.